# Kościół Matki Bożej Dobrej Rady w Myszowicach
Kościół pod wezwaniem Matki Bożej Dobrej Rady w Myszowicach – kościół filialny w miejscowości Myszowice, w gminie Korfantów, należący do parafii pod wezwaniem Trójcy Świętej w Korfantowie, w dekanacie Niemodlin.